# خمفروش
خان فروش (به عربی: خَمْفَروش/خنفروش) یکی از شیرینی‌های مشهور مردم ساحلی خلیج فارس است که در جنوب ایران (هرمزگان، بستک، ایراهستان) و در کشورهای حاشیه خلیج فارس (مانند بحرین و کویت و امارات) تهیه می‌شود.

## تهیه
مواد اصلی تهیه خمفروش عبارتند از: آرد برنج، آرد گندم، شکر، تخم مرغ، و آب. مواد را با هم آمیخته خمیر درست می‌کنند و در روغن سرخ می‌کنند. بنا به سلیقه از شیر و زعفران و هل و گلاب نیز در تهیه خمیر خمفروش استفاده می‌شود.
هر دانه خمفروش دارای تقریبا ۶۳ کیلوکالری، ۱ گرم پروتئین، ۸٫۵ گرم کربوهیدرات و ۳ گرم چربی است.

## ریشه‌ها و پیشینه خنفروش
خنفروش، یک نوع شیرینی رمضانی ویژه با عطر زعفران و هل، از بلاد فارس به سفره‌های مردم خلیج آمده است. این شیرینی به قرص العقیلی شباهت دارد، با این تفاوت که سرخ می‌شود. محقق تاریخی، عبد الرسول الغریافی، می‌گوید که اولین کسانی که خنفروش را به کشورهای خلیج (عرب زبان) در اواخر دهه پنجاه قرن گذشته آوردند، اهالی قطیف در شرق عربستان بودند که در تهیه آن مهارت داشتند و از آنجا به بحرین و دیگر کشورهای خلیج منتقل شد.
الغریافی در گفتگو با "جهینه الاخباریة" اشاره می‌کند که این خوراکی مردمی به سرعت در سراسر قطیف گسترش یافت و طرز تهیه آن به همتای خود، بحرین، منتقل شد. او افزود که تبادل تجربیات بین قطیف و بحرین در گذشته امری رایج و مستمر بوده است.
او ادامه داد که این خوراکی مردمی به بحرین آمد وقتی که توسط مهاجرین اچمی/لارستانی (که برخی از آن‌ها خود را "هوله" می‌نامند ولی نباید با "هوله‌های عرب"‌ اشتباه گرفته شوند) معرفی شد. این مهاجرین اعجمی به بحرین و مناطق ساحلی شرق شبه‌جزیره عربستان از مناطق مختلفی در ایران آمده بودند.
او اضافه کرد که نام "خنفروش" از "خان فروش" گرفته شده است. مهاجرین اعجمی به دلیل دسترسی به آرد، تخم‌مرغ و شکر، در خانه‌ها به تهیه شیرینی پرداخته و آن را به مردم می‌فروختند. همچنین توضیح داد که "خان" به معنای خانه یا محل و "فروش" به معنای فروش یا کار در فارسی است. و چون این کلمه از شاخه زبان‌های هندواروپایی است، کلمه "خان" قبل از "فروش" یا "کار" قرار می‌گیرد و از اینجا نام "خان فروش" آمده است.

## در رسانه‌های عمومی
- خانفروش در این برنامه به نام «فریج» ذکر شده است که همچنین شامل شخصیتی ایرانی به نام «ام‌علوی» به عنوان نقش اصلی است، که تنها شخصیت ایرانی در این برنامه نیست.[۷]